# Länssjukhuset Sundsvall-Härnösand

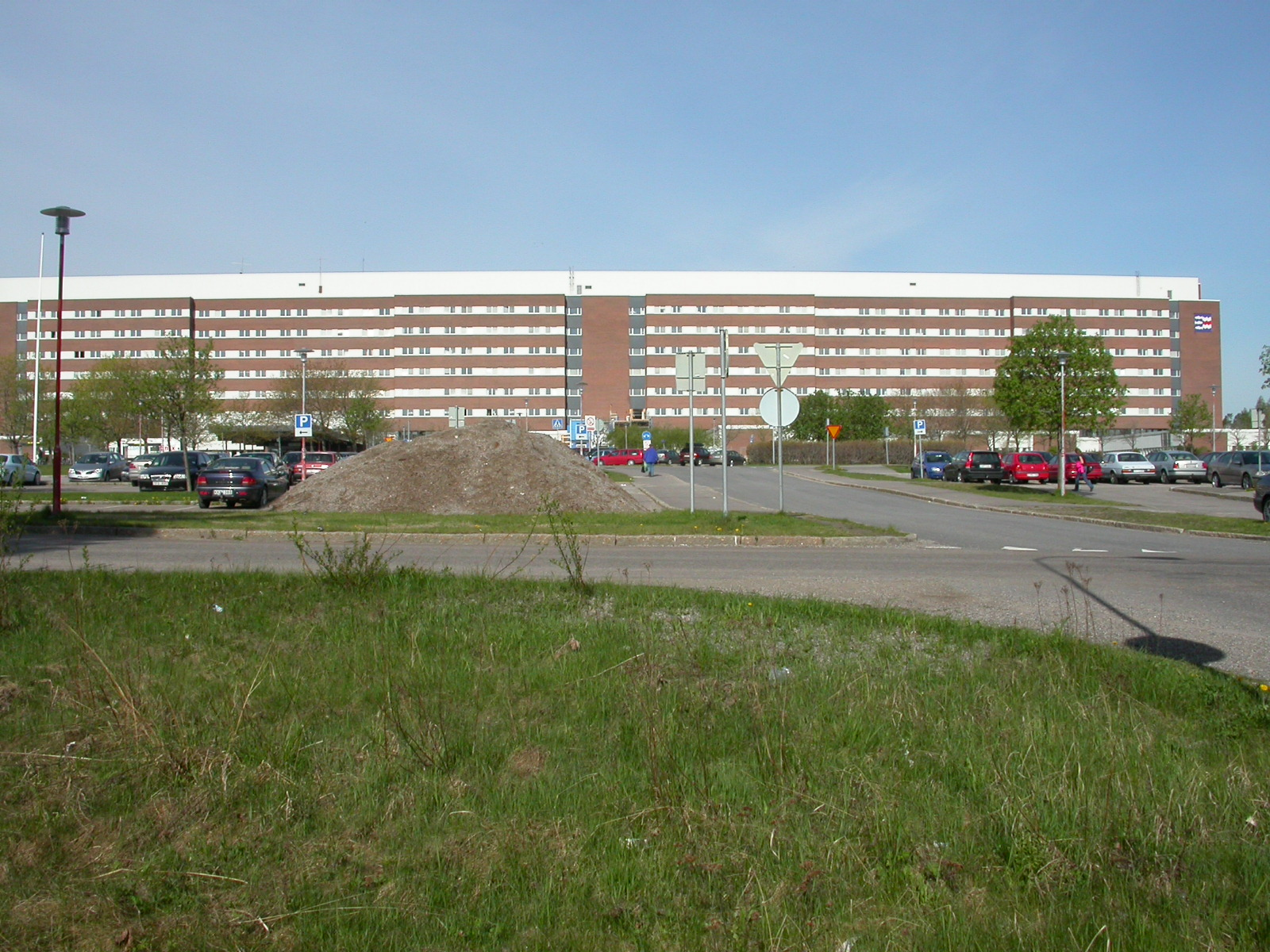
Länssjukhuset bedriver verksamhet bland annat på Sundsvalls sjukhus.

Länssjukhuset Sundsvall-Härnösand är ett av tre sjukhus inom Region Västernorrland, som i sin tur ingår i Norra sjukvårdsregionen. Länssjukhuset bedriver verksamhet främst i Sundsvall, men även i Härnösand, under gemensam sjukhusadministration. Sjukhuset samverkar med övrig sjukvård i länet samt med Norrlands universitetssjukhus (NUS) i Umeå, Västerbottens län. 
Vid Sundsvalls sjukhus i Haga, Sundsvall finns akutsjukhusvård, förlossning, specialistsjukvård och en rad servicefunktioner. Här finns (år 2012) 383 vårdplatser, varav 65 inom psykiatrin och cirka 2400 anställda.[källa behövs]
I Härnösand finns Rehabmedicinska enheten. Barn- och ungdomspsykiatrin har mottagningar i både Härnösand och Sundsvall.

## Historia
Den första norrlänning som blev medicine doktor var Nils Gissler 1744, vilken tog tjänst som provinsialläkare i Härnösand 1762. År 1788 uppfördes Härnösands lasarett på Storgatan och i slutet av 1800-talet byggdes ett nytt sjukhus.
Sundsvalls lasarettsdirektion hyrde 1776-1783 två bäddar för sjukvårdsändamål, tills stadens provincialmedicus Salberg flyttade till Härnösand. Krigsåren 1808-1809 används kronobränneriet på Holmgatan vid Åkroken i Sundsvall som fältlasarett och från 1842 som kurhus och lasarett, vilket sedermera blev Lindgrenska arbetsinrättningen. 
År 1875 stod en ny lasarettsbyggnad i trä med kurhus färdigbyggd på Norrmalm i Sundsvall mellan Badhusparken och Tivoli. Byggnaden flyttades senare och återuppfördes som tuberkelossjukhus i Balders hage. En större lasarettsbyggnad hade 1908 invigts på Norrmalm och fungerade som lasarett fram till 1975, då det byggdes om till Sundsvalls kommunhus och ersatte Sundsvalls stadshus.

## Nya sjukhuset
- 1963 fattade Landstinget ett principbeslut att bygga ett nytt sjukhus i Sundsvall norr om Baldershov då det gamla sjukhuset på Norrmalm dels var slitet och dels var tomten så liten att vidare utbyggnad ej var möjlig
- 1966 förkastas ett arkitekturförslag förslag att bygga ett runt sjukhus då det inte bedömdes rationellt att arbeta i och man bestämde sig istället för ett avlångt
- I maj 1970 togs första spadtaget och bygget beräknades kosta 371,9 miljoner kronor. Senare utökades entreprenaden med 32,5 miljoner kronor för vårdskola och produktionskök
- 1975 är sjukhuset klart och kostnaden blev 438 miljoner kronor, vilket var billigare än beräknat
- 8 september påbörjas inflyttningen i sjukhuset och den 6 oktober var den avslutad
- I november invigs sjukhuset officiellt av socialminister Sven Aspling

De ledande drivkrafterna från landstingets sida under byggnationen var sjukhusdirektören Stig Olander och kanslichefen, sedermera sjukhusdirektör Rune Oskarsson, som beskrivits som två tvillingsjälar förenade med ett funktionellt tänkesätt och några ledande principer:
- ett sjukhus byggt utifrån funktion mer än arkitektoniskt utseende
- ett sjukhus där lokalerna får så mycket dagsljus som möjligt
- ett sjukhus byggt med tanke på expansion, inte nedskärningar och
- ett sjukhus där det så kallade flödet, alla transporter både horisontellt och vertikalt skall fungera bra - därav de dubbla korridorerna och hissystemen, de yttre för patienter i öppenvård och de inre för inneliggande patienter.

Sjukhuset skulle vara rationellt konstruerat men det fick inte gå ut över vård, behandling och omvårdnad av patienter - sjukvårdens huvuduppgift och arbetsmiljön för de anställda skulle vara så god som omständigheterna tillät.

### Sundsvalls sjukhus vid invigningen i några siffror
- Största längd: 500 meter
- Största bredd: 200 meter
- Volym: 865 000 kubikmeter
- Takyta: 92 000 kvadratmeter
- Golvyta: 265 000 kvadratmeter
- Längd på korridorer och kulvertar: 9 kilometer
- Antal hissar: 48 stycken
- Berg- och jordmassor som flyttats: 450 000 kubikmeter
- Betong i huset: 30 000 kubikmeter
- Armering i huset: 6 500 ton
- Antal stenar i fasadteglet: 1, 5 miljoner stycken
- Antal dörrar: 8 500 stycken
- Antal fönster: 5 600 stycken

Sundsvalls sjukhus var planerat för 1 078 patienter, varav 73 platser aldrig togs i anspråk och personalen planerades till 2 200 tjänster. De flesta vårdavdelningarna byggdes för 30 vårdplatser.
Hygienmöjligheterna förbättrades särskilt med tanke på sjukhusinfektioner, som börjat uppmärksammats. På gamla sjukhuset fanns 400 tvättställ medan det nya försågs med drygt 3 300 och för toalettstolar var motsvarande ökning från 200 till 1 100 stycken.
Sjukhusets kök hade kapacitet att laga 7 000 portioner mat dagligen, men 20 år senare hade i och med det minskande antal inlagda patienter och Ädelreformen 1992, produktionen minskat till cirka tredjedelen med 2 500 portioner dagligen. 

### Fåren som kom bort i flytten och andra djur
Bakteria och Labora hette fåren som betade utanför det gamla sjukhuset och det var inte vilka får som helst utan "anställda" vid det bakteriologiska laboratoriet för att lämna blod till bakterieodlingar och serologiska undersökningar. I och med det nya sjukhuset ändrades blodförsörjningen till leveranser från Statens veterinärmedicinska anstalt (SVA) utanför i Uppsala.
På det nya sjukhuset fanns det djurstallar med utrymmen för marsvin, som skulle användas för tuberkulosdiagnostik samt kaniner och råttor, men de användes aldrig. Ännu tidigare hade det på det gamla sjukhuset funnits paddor för att användas vid graviditetstester.

### Länssjukhuset
År 1975 invigdes Sundsvalls sjukhus på Haga, på baksidan av Norra berget, och fick vid tillkomsten funktion som länssjukhus. Länssjukhuset i Härnösand ombildades därmed till Härnösands sjukhus och Härnösands ortopedklinik flyttades till Sundsvall. År 1984 stängdes BB i Härnösand, 1994 akutkirurgin med vårdplatser, delar av röntgen och sjukhusadministrationen, 1997 slutenvården inom psykiatrin och 1998 mammografin. Opinionsbildningen kring denna flytt av verksamhet gav upphov till ett nytt parti (Sjukvårdspartiet) bland annat med målet att "rädda sjukvården kvar i Härnösand". Landstinget i Västernorrland beslutade emellertid 2004 att Härnösands sjukhus skulle avvecklas och Sundsvalls sjukhus blev därmed Länssjukhuset Härnösand-Sundsvall och akutvård och annan sjukvård flyttades dit.

## Den förstfödda...
...på det nya sjukhuset klockan 22.06 den 8 september 1975 var Anna Berggren, som fick pryda båda omslagssidorna på jubileumsskriften 1995, efter att mamma Ann-Sofie från Timrå kommit till sjukhuset vid åttatiden på kvällen.